# Selz (Dakota del Norte)
Selz es un lugar designado por el censo ubicado en el condado de Pierce en el estado estadounidense de Dakota del Norte. En el censo de 2010 tenía una población de 46 habitantes y una densidad poblacional de 129,64 personas por km².

## Geografía
Selz se encuentra ubicado en las coordenadas 47°51′34″N 99°53′36″O / 47.85944, -99.89333. Según la Oficina del Censo de los Estados Unidos, Selz tiene una superficie total de 0.35 km², de la cual 0.35 km² corresponden a tierra firme y (0%) 0 km² es agua.

## Demografía
Según el censo de 2010, había 46 personas residiendo en Selz. La densidad de población era de 129,64 hab./km². De los 46 habitantes, Selz estaba compuesto por el 97.83% blancos, el 0% eran afroamericanos, el 0% eran amerindios, el 2.17% eran asiáticos, el 0% eran isleños del Pacífico, el 0% eran de otras razas y el 0% pertenecían a dos o más razas. Del total de la población el 0% eran hispanos o latinos de cualquier raza.